# Церковь Иоанна Предтечи (Белозерск)

Це́рковь Иоа́нна Предте́чи (Ива́новская це́рковь) — кирпичная православная церковь, построенная в городе Белозерске Вологодской области в начале XIX века в стиле классицизма и освящённая в 1810 году в честь Иоанна Крестителя. Один из приделов освящён в честь Троицы, поэтому иногда церковь упоминается как Троицкая. В 1930-х годах храм был закрыт, переделан под машинно-тракторную станцию. В послевоенные годы здание использовалось Белозерским СПТУ. В 2016 году храм возвращён Череповецкой епархии. В настоящее время здание законсервировано для реконструкции, не используется. Объект культурного наследия России регионального значения.

## Описание

Церковь Иоанна Предтечи в 1903—1909 гг.

Церковь расположена в северо-восточной части исторического центра города на небольшой внутриквартальной площади, которую, расширяясь, образует улица III Интернационала (ранее Ивановская). Представляет собой купольный храм крупного размера (по отношению к окружающей малоэтажной застройке) общей длиной 41,5 м и наибольшей шириной 27,5 м. Материал постройки — кирпич. Стены снаружи и внутри оштукатурены. Цоколь и отдельные детали декора выполнены из белого камня.
В плане храм симметричен относительно центральной оси. Основной объём здания имеет форму ротонды с полукружием апсиды. Первоначально ротонда была построена в трёх светах и была завершена высоким куполом с цилиндрическим световым фонарём и маленькой главкой с длинным шпилем. В световом фонаре имелись четыре окна, ориентированных по сторонам света. К основному объёму пристроены два боковых придела — северный и южный, прямоугольные в плане и завершённые с востока и запада полукружиями. Приделы декорированы четырёхколонными входными портиками тосканского ордера. Апсида и приделы имели трёхступенчатую кровлю. Обширная трёхнефная трапезная вытянута поперёк оси храма и соединена с ним коротким переходом. Трапезная была увенчана маленькой декоративной главкой и имеет пологую купольную кровлю.
Фасад здания декорирован в традициях ранней классики. Окна светового фонаря над основным объёмом были оформлены плоскими парными пилястрами и обладали полуциркульными завершениями. Тройные окна в третьем свете ротонды были оформлены полуколоннами и также имели полуциркульные завершения. Остальные окна в первом свете имеют прямоугольную форму и окружены филёнками. Окна второго света круглые. Апсида украшена восемью сгруппированными попарно колоннами тосканского ордера. Часть стен обработана рустами. Фасады трапезной (северный и южный) оформлены фигурными аттиками. Каждый аттик поддерживают по четыре колонны ионического ордера. Карниз антаблемента трапезной и фронтоны портиков приделов декорированы дентикулами.
В 2016 году храм был передан приходу, но по назначению не использовался, разрушался и частично был в аварийном состоянии.

## История
Белозерские писцовые книги 1677 года описывают два деревянных храма на Ивановской улице: холодный — Рождества Иоанна Предтечи и тёплый — Троицкий. Первый из них был шатровый, крытый тёсом, имел четыре придела, паперть и колокольню. Его приделы были освящены во имя Иоанна Богослова, Казанской иконы Божией Матери, Чудотворцев Зосимы и Савватия Соловецких и Кирилла Белозерского. Тёплый храм клетского типа, также крытый тёсовой кровлей, включал трапезную, паперть и два придела (Введения во храм Пресвятой Богородицы и Воздвижения Креста Господня). В XVIII веке их сменили небольшие каменные церкви того же посвящения: Ивановская — на месте современного храма и Троицкая — на самом берегу озера.
Эти церкви простояли до начала XIX века, когда один из богатейших купцов Белозерска Иван Михайлович Горин со своими братьями не задумал на свои средства украсить город величественным современным храмом. Постройка потребовала серьёзных денежных средств. Исходный замысел предусматривал соответствующую этому грандиозному храму каменную колокольню. Из эпитафии на могильном камне с захоронения Гориных на бывшем городском кладбище у стен храма Спаса-на-горе следует, что Иван Горин и братья не дожили до освящения Ивановской (Троицкой) церкви:

Въ надеждѣ воскресенiя здѣсь лежащему Бѣлозерскому 1-й гильдiи купцу Ивану Михайлову Большому Горину, жившему въ христiанскихъ добродѣтеляхъ 52 года, 8 мѣсяцовъ и 21 день, а къ чувствительному огорченiю рода своего скончавшемуся въ Бѣлозерскѣ 1808 года iюля 11-го дня, ему же да будетъ вѣчная память. Сей печали знакъ положили сердечно сѣтующая супруга и дѣти, оплакивая горестную его кончину. На семъ мѣстѣ мирно покоится прахъ трехъ почтенныхъ братьевъ, соорудившихъ собственнымъ иждивенiемъ благолѣпный храмъ Живоначальныя Троицы. Окончанiе его и украшенiе утварью они, отходя къ вѣчнымъ обителямъ, предоставили попеченiю дѣтей, свято сохраняющихъ благую волю отцовъ своихъ.

Завершением строительства занимался сын Горина — Михаил. Чтобы закончить строительство, ему пришлось взять подряд на доставку большой партии хлеба из Рыбинска на север. В случае успеха ему удалось бы вернуть взятую крупную ссуду и ещё заработать средства на завершение храмового ансамбля колокольней. Однако Белое озеро имеет большую площадь свободной воды, поэтому там часто случаются шторма. Так и в случае кампании Горина 29 августа 1832 года внезапно налетевший шторм потопил в Белом озере 42 суда с товаром. От расстройства он скончался. Планам постройки каменной колокольни не суждено было сбыться, ограничились возведением небольшой деревянной отдельно стоящей звонницы (не сохранилась). Западная стена трапезной осталась без декора, плоской и необработанной, в кладке есть штраба, всё это свидетельствует о том, что намерения возвести колокольню существовали.
В начале 1930-х годов облик храма был искажён: верхняя часть ротонды была разобрана, были сооружены низкие деревянные перекрытия, дополнительные стены между приделами и трапезной, разрушен южный портик и открытые лестницы перед боковыми входами, в апсиде устроены ворота для въезда автомашин — здание было приспособлено под машинно-тракторную станцию.
В послевоенные годы расширили ряд оконных и дверных проёмов, а снаружи соорудили две бытовых пристройки: с востока рядом с алтарём — туалет и с запада на месте непостроенной колокольни — котельную. Стены между боковыми овалами трапезной и основным объёмом были заложены, в результате фасад стал уступать в рельефности и выразительности. Здание использовалось под кабинеты для практических занятий Белозерского СПТУ.
В 1978 году здание было признано памятником архитектуры регионального значения.
Несмотря на утраты и искажение облика памятника, первоначальная архитектура здания всё ещё угадывается. В северном приделе на сводах сохранились фрагменты орнаментальной росписи гризайлью в очень плохом состоянии. В 1990-е годы планировалась реставрация храма, однако сложная экономическая ситуация в стране не позволила этим планам сбыться. В 2016 году был образован приход храма в составе Череповецкой епархии, которому было передано здание церкви. Губернатором Вологодской области было объявлено о выделении из областного бюджета двух миллионов рублей на проведение в 2017 году работ по восстановлению кровли и укреплению несущих конструкций, а также о подготовке обращения в Минкульт с просьбой о финансировании полной реставрации храма. Несмотря на это, памятник продолжает нуждаться в срочной реставрации.

## Авторство

Проект церкви, приписываемый В. И. Баженову, из «смешанного» альбома М. Ф. Казакова

От остальных северных церквей XVIII—XIX веков эта отличается необычным, сложным объёмно-пространственным решением, не имеющим прямых аналогов, однако точные сведения об авторстве проекта этого храма долгое время отсутствовали.
В 1951 году И. Э. Грабарь при изучении альбомов проектов образцовых частных и общественных зданий XVIII века, собранных М. Ф. Казаковым, атрибутировал один из чертежей неизвестной церкви с трапезной, разделённой в плане на три овала, с двумя овальными приделами, как принадлежащий руке В. И. Баженова. Тем не менее, вопросы, что это был за храм, был ли он построен или так и остался на бумаге, на тот момент не имели ответа. Позднее, в 1975 году при подготовке тома «Свода памятников по Вологодской области» был выполнен обмер плана церкви Иоанна Предтечи и представлена общая планировочная конфигурация. В. П. Выголов обнаружил, что она практически точно совпадает с чертежом, опубликованным ранее И. Э. Грабарём. Хотя при сравнении планов заметны определённые отличия в деталях, Выголов пришёл к выводу, что церковь Иоанна Предтечи в Белозерске была построена по этому проекту великого русского зодчего.
Существенное отличие в реализации этого проекта — это отсутствие высокой стройной колокольни, примыкающей к трапезной храма. Колокольня планировалась в виде трёх четвериков, декорированных колоннами и пилястрами и завершённых пологим куполом с люкарнами и тонким шпилем.
К более мелким отличиям можно отнести:
- боковые приделы построены теснее к ротонде, чем на чертеже;
- у белозерского храма карнизы фронтона в портиках декорированы модульонами;
- барабан купола выполнен более высоким и массивным, а тройные окна в барабане сужены в боковых просветах;
- по краям окон вместо полуколонн помещены пилястры ионического ордера;
- в световом фонаре прямоугольные проёмы завершены ложной аркой и оформлены пилястрами по бокам, однако проект предполагал арочные окна, фланкированные трёхчетвертными колонками;
- каждый портик трапезной зодчий планировал украсить красивым большим арочным окном, декорированным балюстрадой и двумя тонкими колонками внутри, и разместить его между двумя парами сильно раздвинутых полуколонн, а в построенной церкви вместо него три обычных, прямоугольных проёма с круглыми окнами над ними.

В трапезной белозерского здания имеется ещё несколько упрощений элементов архитектуры. Также небольшие отличия есть в размерах постройки по отношению к чертежу. В целом чертёж из музейного альбома представляется подготовительной проектной разработкой, и архитектура построенной церкви приобрела по отношению к нему более упрощённые и несколько утяжелённые формы.
Хотя точные даты строительства неизвестны (известен только год освящения храма — 1810), В. П. Выголов и его последователи считают, что храм строился после смерти В. И. Баженова (1799), но сами чертежи относят к «московскому» периоду работ архитектора (до 1792 года). Не совсем ясно, почему проект был воплощён в жизнь лишь спустя десятилетие после смерти зодчего и в таком отдалённом от столиц городе как Белозерск. Тем не менее, белозерские краеведы указывают на близость Ивана Горина московской купеческой семье Долговых, из которой происходила жена В. И. Баженова. Вероятно, через них этот проект и попал к заказчику строительства храма — белозерскому купцу Ивану Горину.